# Karijoki
Karijoki (in svedese Bötom) è un comune finlandese di 1200 abitanti, situato nella regione dell'Ostrobotnia Meridionale.